# Mercedes (Corrientes)
Mercedes è una cittadina della provincia argentina di provincia di Corrientes capoluogo del dipartimento omonimo. 
A 10 km ad ovest della città sorge il santuario del Gauchito Gil.

## Geografia
Mercedes è situata a 248 km a sud dal capoluogo provinciale Corrientes.

## Storia
Nel 1825 un gruppo di abitanti della zona chiese il permesso alle autorità provinciali per fondare un villaggio nei pressi del torrente Paiubre. Dopo molte insistenze il 19 agosto 1829 la provincia diede il benestare ed tre anni dopo il governatore Pedro Ferré fondò ufficialmente l'abitato. Il 23 luglio 1835 la chiesa locale fu consacrata a Nostra Signora della Mercede (Nuestra Señora de Las Mercedes). In quello stesso anno il governatore correntino Rafael León de Atienza ribattezzò il villaggio di Paiubre come Mercedes.

## Cultura

### Istruzione

#### Musei
- Museo di Scienze Naturali
- Museo Storico Coloniale e di Belle Arti

## Infrastrutture e trasporti
Mercedes è situata all'intersezione tra la strada nazionale 123 e la strada nazionale 119.